# Ehrensenf
Ehrensenf (Anagramm von „Fernsehen“) – extra scharf war eine Internet-Fernsehsendung auf ehrensenf.de, in der von 2005 bis 2011 Fundstücke aus dem World Wide Web im Stil von Nachrichtensendungen humorvoll kommentiert wurden. Jeweils Montag bis Freitag wurde eine neue, etwa viereinhalbminütige Folge auf die Website gestellt, die von bis zu 30.000 Zuschauern gesehen wurde. Als Vorbild für Ehrensenf diente die Sendung Rocketboom, die bereits im Oktober 2004 in den USA entstanden ist.

## Hintergrund
Die erste Sendung wurde am 1. November 2005 veröffentlicht. Größere Bekanntheit erlangte das Format vor allem nach Online-Artikeln bei der Schweizer Zeitung Blick und bei Spiegel Online. Von Mai 2006 bis September 2008 war Ehrensenf auch bei Spiegel Online zu sehen. Um das Produkt einem größeren Publikum zu präsentieren, besuchte die Moderatorin Katrin Bauerfeind die Fernsehsendungen TV total (19. September 2006) und Die Harald Schmidt Show (28. März 2007).
Die Produzenten Carola Haase-Sayer und Rainer Bender hatten zuvor hauptsächlich Programmformate für die privaten Fernsehsender RTL und Sat.1 entwickelt sowie als Autoren und Redakteure gearbeitet.
Die Sendung, werktäglich im Studio im Belgischen Viertel in Köln produziert, finanzierte sich durch Werbung auf der Website sowie Sponsoren und ab November 2006 durch vereinzelt vorgeschaltete Werbevideos.
Im Jahr 2011 gab es wöchentlich nur noch eine Sendung, die letzte lief am 28. Juli 2011.

## Moderatoren
Ehrensenf wurde zu Beginn hauptsächlich von Katrin Bauerfeind moderiert. Vertreten wurde sie von Sarah Liu, Beate, Cathrin Polzer, Saskia de Lando und Mark Freuer.
In der Folge vom 11. Mai 2007 gab Bauerfeind ihren Abschied aus dem Format bekannt und präsentierte die Sendung zum letzten Mal am 19. Juni 2007, am 22. Juni 2007 wurde ihr eigener Abschiedsbeitrag veröffentlicht. Ihre Nachfolge übernahmen Christine Henning und Mark Freuer, die sich nach einer gemeinsamen Moderation am 2. Juli 2007 wöchentlich abwechselten und gelegentlich gemeinsam moderierten. Bereits ein knappes Jahr später verkündete auch Freuer seinen Abschied, seine Nachfolge übernahm ab 2. Juni 2008 Jeannine Michaelsen. Während einer kurzen Babypause von Michaelsen im September 2009 führten Ellen Günyil, Sandra Huizinga und Sara-Ellen Picard durch die Sendung. Günyil wurde im Oktober 2009 in das Team der festen Moderatoren übernommen und schied im Februar 2010 wieder aus. Im September vertrat Pia Ampaw Christine Henning eine Woche in der Moderation und wurde im Oktober ins feste Team aufgenommen.

## Ehrensenfim TV
Ab dem 9. März 2009 lief Ehrensenf auch im Fernsehen: Der Pay-TV-Sender e.clips strahlte die aktuelle Ausgabe jeden Tag nach den Boulevard News um 18:00 Uhr aus. Jeden Sonntag um 15:30 Uhr zeigte e.clips den „Senf der Woche“, in dem Highlights aus einer Woche Ehrensenf zusammengefasst wurden. e.clips stellte seinen Sendebetrieb zum 7. Januar 2010 ein.

## Auszeichnungen
- März 2006: LeadAward in der Kategorie WebFeature des Jahres
- Juni 2006: Preis in der Kategorie Kultur und Unterhaltung sowie Publikumspreis bei den Grimme-Online-Awards
- Oktober 2006: Musikexpress Style Award des Magazins Musikexpress in der Kategorie Media
- November 2009: DIPTV Award 2009 – Publikumspreis[3]